# Biblická poezie (Daniel Raus)
Biblická poezie je série básní od Daniela Rause, odvozená z textů pěti biblických knih. Jde o knihu Píseň písní, knihu Jób, knihu Kazatel, knihu žalmů a knihu přísloví.

## Vydání

### Zvukové nahrávky
Zvukové nahrávky Biblické poezie vydala obecně prospěšná společnost energeia o.p.s. na pěti samostatných CD i jako komplet. Vznikly ve studiích DAMU a BITT. Režisérem je Lukáš Hlavica, autorem hudby je Hubert Bittman. Básně jsou přednášeny českými herci, mezi něž patří: Věra Kubánková, Petr Pelzer, Jan Vlasák, Viktor Preiss, Jaromír Meduna, Taťjana Medvecká, Ivan Trojan, Lukáš Hlavica, Igor Bareš, Dana Černá, Helena Dvořáková, Petr Lněnička, Magdaléna Borová a Matouš Ruml.

### Knižně
Biblická poezie vyšla také knižně ve vydavatelství Porta libri. Autorem ilustrací v tomto vydání je Miro Pogran. Píseň písní s podtitulem "Píseň Šalamounova" vydalo už předtím vydavatelství G plus G.

### Jiná zpracování
Některé texty z přebásnění Písně písní použil hudební skladatel Slavomír Hořínka ve skladbě Umírám láskou. V roce 2013 měla premiéru v nastudování orchestru Berg v Kostele Nejsvětějšího Salvátora v Praze.

## Jednotlivé básně

### Jób - Člověk soudí Boha
Hlavním smyslem přebásnění je podle autora zvýraznění poetické krásy a nadčasové aktuálnosti starověkého textu. Nahrávka obsahuje zkrácenou verzi textu přebásnění, ve výsledku má 55 minut. Režíroval ji Lukáš Hlavica, jehož hlas se na ní rovněž objevil. Hlavní postavy ztvárnili Ivan Trojan (jako Jób) a Viktor Preiss (jako Bůh). Kromě nich vystupují v nahrávce další herci: Jan Vlasák, Petr Pelzer, Igor Bareš, Matouš Ruml, Dana Černá a Lukáš Hlavica.
Knižně vyšlo přebásnění knihy Jób o rok později, vydala ho Porta libri v roce 2016. Kniha obsahuje plnou verzi přebásnění, po které následují další texty autora. Věnují se zejména literární stránce této starověké poezie, její historii a kontextu, ve kterém vznikala. V dalších textech Daniel Raus rozebírá otázky a poselství knihy Jób.

### Píseň písní - Padesát odstínů lásky
Píseň písní – Tisíc barev lásky je název přebásnění biblické knihy Píseň písní. Kromě knižního vydání vyšla jeho parafráze i jako audiokniha s názvem Píseň písní – Padesát odstínů lásky. Smyslem přebásnění je podle autora snaha přiblížit starověký poetický text modernímu člověku.
Bez podtitulu vyšla uvedená verze Písně písní ve vydavatelství G plus G v roce 2006. Tehdejší název byl Píseň písní – píseň Šalamounova. Některé části později zpracoval hudební skladatel Slavomír Hořínka ve skladbě Umírám láskou. Nastudoval ji Komorní orchestr Berg, premiéru měla v Praze 22. května 2013 v Akademické farnosti Praha, repríza následně proběhla rovněž v Kostele Nejsvětějšího Salvátora během Noci kostelů. Představení, označované jako „prostorová kompozice“, vzniklo ve spolupráci s Českým rozhlasem, který odvysílal jeho záznam na stanici Vltava. Kromě toho vznikl také videozáznam a Český rozhlas veřejně prezentoval také experimentální prostorový zvuk ve formátu 3D (9 kanálů) v barokním refektáři dominikánského kláštera v Praze. Audiokniha s názvem Píseň písní – Padesát odstínů lásky vyšla v květnu roku 2016. Vystupuje na ní osm herců: Věra Kubánková, Petr Pelzer, Taťjana Medvecká, Viktor Preiss, Dana Černá, Petr Lněnička, Magdaléna Borová a Matouš Ruml. Další knižní vydání s názvem Píseň písní – Tisíc barev lásky připravilo v roce 2018 nakladatelství Porta libri. Opět ho doporovází ilustrace, jejichž autorem je Miro Pogran. Obsahuje také pojednání o literární a historické stránce tohoto starověkého textu.

### Kazatel - Šalamounův grál
Audiokniha Kazatel – Šalamounův grál vznikla ve studiích DAMU a BITT v letech 2015 a 2016. Celkový čas nahrávky je necelých 47 minut. Režisér Lukáš Hlavica v ní současně vystupuje v hlavní roli starověkého krále Šalamouna. Vybrané části textu pak interpretují čtyři fiktivní postavy: Poeta (Viktor Preiss), Filosof (Petr Pelzer) a Hlasy (Věra Kubánková a Taťjana Medvecká). Prolog a epilog čte Jan Vlasák. Daniel Raus označil knihu Kazatel jako Velepíseň hledání, tomu odpovídají i akcenty výsledného ztvárnění. Podtitul Šalamounův grál má ilustrovat mocného, úspěšného a bohatého krále s jeho paradoxní frustrací a snahou nahlédnout za oponu pozemského bytí a napít se ze zázračného grálu.